# (5896) Narrenschiff
(5896) Narrenschiff est un astéroïde de la ceinture principale.

## Description
(5896) Narrenschiff est un astéroïde de la ceinture principale. Il fut découvert le 12 novembre 1982 à Naoutchnyï par Lioudmila Karatchkina. Il présente une orbite caractérisée par un demi-grand axe de 2,28 UA, une excentricité de 0,01 et une inclinaison de 3,1° par rapport à l'écliptique.

## Compléments